# 盛晓东
盛晓东（1998年1月19日—），前天津羽球隊成員，2018年轉籍加拿大，加拿大男子羽毛球运动员。

## 簡歷
盛晓东為天津羽毛球队成員，曾在2011年8月於湖北宜昌举行的全国青少年羽毛球赛上，盛晓东拿得所属年龄段男单亚军。同年，他在福建晋江举行的选拔赛上，凭借亚军的成绩入选中国国家羽毛球队青年队。在2013年全国青少年羽毛球赛上，盛晓东夺得男单冠军，并与徐琳汉合作夺得男双冠军。
2017年9月，盛晓东代表天津隊出戰中華人民共和國第十三屆全運會羽毛球比賽。
2018年3月，盛晓东出戰吉拉爾迪拉羽毛球賽，贏得男子單打比賽冠軍。

## 主要比賽成績
只列出曾進入準決賽的國際賽事成績：
| 年份   | 賽事                     | 公開賽級別 | 項目     | 成績   |
| ------ | ------------------------ | ---------- | -------- | ------ |
| 2018年 | 牙買加羽毛球國際賽       | 國際系列賽 | 男子單打 | 亞軍   |
| 2018年 | 吉拉爾迪拉羽毛球賽       | 未來系列賽 | 男子單打 | 冠軍   |
| 2019年 | 矽谷羽毛球國際系列賽     | 國際系列賽 | 男子單打 | 冠軍   |
| 2019年 | 尼泊爾羽毛球國際挑戰賽   | 國際挑戰賽 | 男子單打 | 準決賽 |
| 2019年 | 印度羽毛球國際挑戰賽     | 國際挑戰賽 | 男子單打 | 冠軍   |
| 2019年 | 孟加拉羽毛球國際挑戰賽   | 國際挑戰賽 | 男子單打 | 準決賽 |
| 2020年 | 伊朗羽毛球國際挑戰賽     | 國際挑戰賽 | 男子單打 | 冠軍   |
| 2021年 | 荷蘭羽毛球公開賽         | 國際挑戰賽 | 男子單打 | 準決賽 |
| 2023年 | 埃及羽毛球國際賽         | 國際系列賽 | 男子單打 | 準決賽 |
| 2023年 | 哈薩克羽毛球國際系列賽   | 國際系列賽 | 男子單打 | 冠軍   |
| 2024年 | 斯里蘭卡羽毛球國際系列賽 | 國際系列賽 | 男子單打 | 冠軍   |
| 2024年 | 孟加拉羽毛球國際挑戰賽   | 國際挑戰賽 | 男子單打 | 亞軍   |

| 2018-2026年 | 總決賽 | 超級1000賽 | 超級750賽 | 超級500賽 | 超級300賽 | 超級100賽 | 國際挑戰賽 | 國際系列賽 | 未來系列賽 | 其他 |